# Manny Albam
Manny Albam (Emmanuel Albam) est un arrangeur et saxophoniste de jazz américain, né le 24 juin 1922 au large de Samaná (République dominicaine) et mort le 2 octobre 2001 à New York.

## Biographie
Manny Albam naît en mer, au large de la République dominicaine, alors que sa famille émigrait d'URSS. C'est âgé de 6 semaines que Manny Albam arrive donc aux États-Unis. Il étudie la clarinette à la « Stuyvesant High School » de New York avant de passer au saxophone (alto puis baryton).
Il fait ses débuts professionnels à seize ans dans la formation du cornettiste Don Joseph. Il joue ensuite dans l'orchestre dixieland de Muggsy Spanier. On le retrouve ensuite dans les big bands de Georgie Auld (1942-43), Charlie Spivak, Boyd Raeburn (1943-1945, avec une interruption durant laquelle il joue dans un orchestre de l'US Army), Herbie Fields, Bobby Sherwood, Sam Donahue, Charlie Barnet et Charlie Ventura. Il exerce dans ces formations comme saxophoniste, mais ce sont surtout ses remarquables qualités d'arrangeur qui font sa célébrité.
À partir de 1950, il est devient compositeur et arrangeur « freelance ». Il écrit pour Count Basie, Stan Kenton, Woody Herman, Terry Gibbs, Buddy Rich, Gerry Mulligan, Clark Terry, Dizzy Gillespie, Stan Getz, Chuck Mangione... Il enregistre aussi sous son nom des disques de jazz avec des orchestres de studios (où l'on trouve des anciens de chez Duke Ellington ou Count Basie, des représentants du jazz West Coast et des « requins de studios » new-yorkais)
Il travaille aussi pour des enregistrements de « variété », pour la radio et la télévision (pour des téléfilms, mais, aussi surtout pour des clips  publicitaires). Dans les années 1960, il devient codirecteur artistique, avec Sonny Lester, du label « Solid State ». Il mène aussi une carrière d'enseignant (« Eastman School of Music », « Glassboro State College », « Manhattan School of Music »).
Souffrant d'un cancer, il meurt en 2001.
Pour définir son style, le critique de jazz André Clergeat a écrit : « La tradition profonde du jazz est toujours présente dans les orchestrations de Manny Albam. L'influence majeure qu'il avoue est celle de Duke Ellington. Son écriture est simple, fonctionnelle, humblement mise au service du soliste, capable pourtant de galvaniser des musiciens de pupitre et de les faire s'exprimer avec swing et générosité ».

## Discographie comme leader
- 1955 : Jazz workshop (Victor)
- 1956 : The drum suite (RCA Victor)
- 1957 : The jazz Greats of our time, vol. 1 (MCA)
- 1957 : Jazz heritage : Jazz greats of our time, vol. 2 (Coral)
- 1957 : The blues is everybody's business (Coral)
- 1957 : West side story (Coral)
- 1958 : Ellington (Coral)
- 1958 : Jazz New York (Dot)
- 1958 : Steve Allen's songs (Dot)
- 1959 : Something new something blue (Columbia)
- 1959 : Drum feast (United Artists)
- 1961 : Manny Albam and his orchestra (RCA)
- 1961 : I had the craziest dream (RCA)
- 1962 : Jazz goes to the movies (Impulse!)
- 1966 : Brass on fire (Solid State)
- 1966 : The soul of the city (Solid State)